# 17637 Blaschke
17637 Blaschke è un asteroide della fascia principale. Scoperto nel 1996, presenta un'orbita caratterizzata da un semiasse maggiore pari a 2,3778116 UA e da un'eccentricità di 0,1346159, inclinata di 7,41513° rispetto all'eclittica.